# Півченська сільська рада
Пі́вченська сільська́ ра́да — колишній орган місцевого самоврядування у Здолбунівському районі Рівненської області. Адміністративний центр — село Півче.

## Загальні відомості
- Півченська сільська рада утворена в 1939 році.
- Територія ради: 18,35 км²
- Населення ради: 844 особи (станом на 2001 рік)
- Територією ради протікає річка Збитинка.

## Населені пункти
Сільській раді підпорядковані населені пункти:
- с. Півче
- с. Суйми

## Склад ради
Рада складається з 12 депутатів та голови.
- Голова ради: Шах Юрій Андрійович
- Секретар ради: Мартинюк Раїса Миколаївна

### Керівний склад попередніх скликань
| Прізвище, ім'я, по батькові | Основні відомості                                                 | Дата обрання | Дата звільнення |
| --------------------------- | ----------------------------------------------------------------- | ------------ | --------------- |
| Шах Юрій Андрійович         | Сільський голова, 1950 року народження, безпартійний              | 26.03.2006   | 31.10.2010      |
| Шах Юрій Андрійович         | Сільський голова, 1963 року народження, освіта вища, безпартійний | 31.10.2010   |                 |

Примітка: таблиця складена за даними сайту Верховної Ради України

## Населення
Згідно з переписом УРСР 1989 року чисельність наявного населення сільської ради становила 2032 особи, з яких 929 чоловіків та 1103 жінки.
За переписом населення України 2001 року в сільській раді мешкали 843 особи.

### Мова
Розподіл населення за рідною мовою за даними перепису 2001 року:
| Мова       | Відсоток |
| ---------- | -------- |
| українська | 99,88 %  |
| російська  | 0,12 %   |